# Karl Mickel

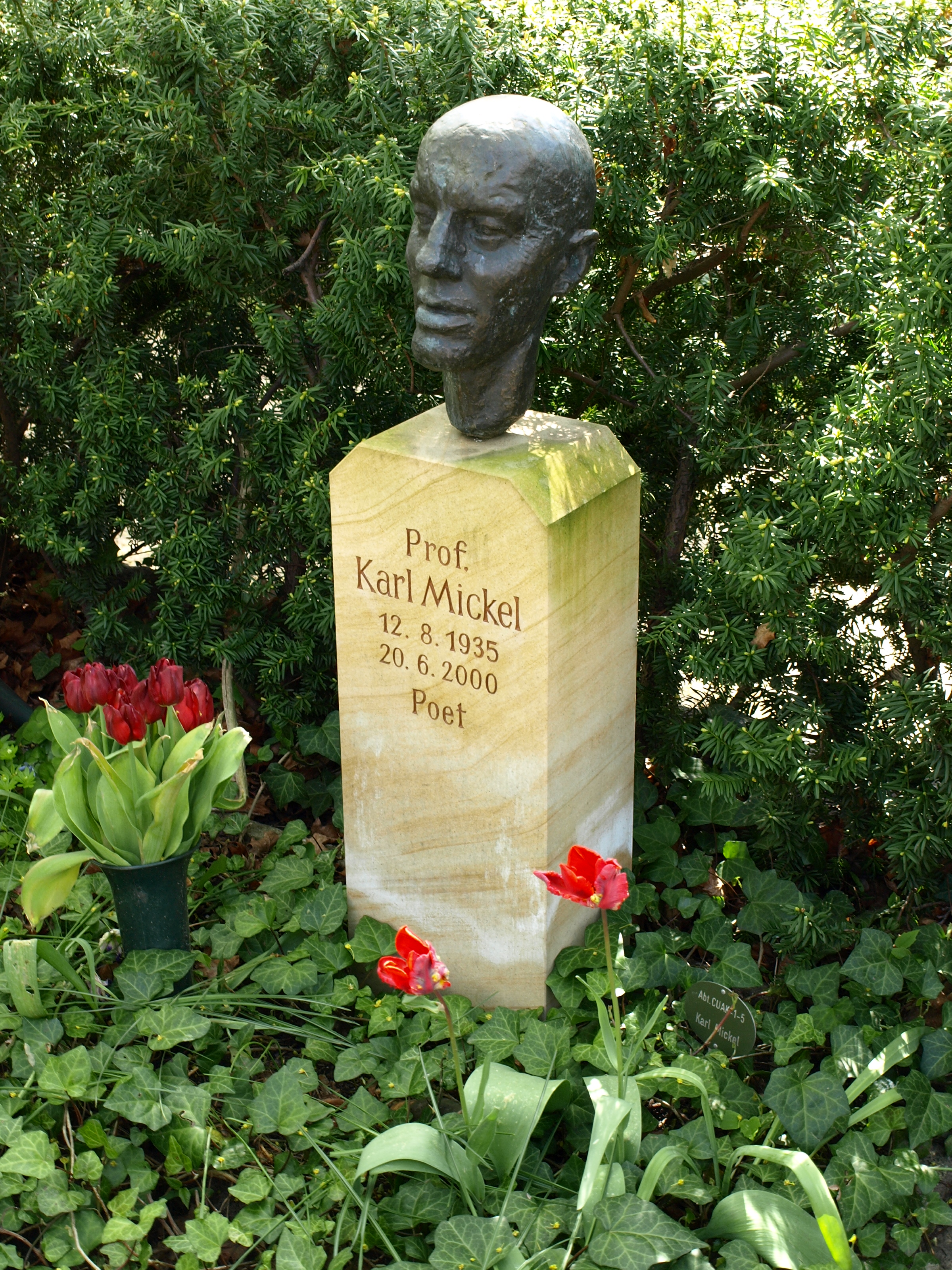
Grab von Karl Mickel auf dem Dorotheenstädtischen Friedhof in Berlin.

Karl Mickel (* 12. August 1935 in Dresden; † 20. Juni 2000 in Berlin) war ein deutscher Schriftsteller.

## Leben und Werk
Mickel wurde am 12. August 1935 in Dresden als Sohn einer Arbeiterfamilie geboren. Dort besuchte er von 1941 bis 1949 die Grundschule und erlebte zusammen mit seiner Mutter im Februar 1945 die Bombardierung Dresdens. Die Bilder der folgenden Tage haben ihn nie verlassen. Von 1949 bis 1953 besuchte er ebenfalls in Dresden die Oberschule. Er schloss mit dem Abitur ab. Zum Studium wurde Mickel in Berlin zugelassen.
Mickel studierte 1953 bis 1958 Volkswirtschaftsplanung und Wirtschaftsgeschichte bei Hans Mottek und Jürgen Kuczynski an der Hochschule für Ökonomie in Berlin-Karlshorst. 1958 war er Mitarbeiter der Zeitschrift Die Wirtschaft, von 1959 bis 1963 Redakteur der Zeitschrift Junge Kunst. Danach war er wissenschaftlicher Assistent der Hochschule für Ökonomie in Berlin und Mitglied der Leitung des Berliner Ensembles, wo er mit Ruth Berghaus zusammenarbeitete, zuletzt Professor an der Hochschule für Schauspielkunst Ernst Busch in Berlin. Mickel wird der Sächsischen Dichterschule zugeordnet. Mickel hatte zwei Kinder mit seiner Ehefrau, des Weiteren ging aus seiner Beziehung mit der Lyrikerin Sarah Kirsch (Pseudonym von Ingrid Kirsch) der Sohn Moritz hervor.
Karl Mickel war von 1959 bis 1964 als IM „Michael“ und von 1987 bis 1989 als IMS „Bert“ für das Ministerium für Staatssicherheit tätig.

## Werke
Lyrik und Prosa
- Lobverse und Beschimpfungen. Gedichte. Mitteldeutscher Verlag 1963
- Vita nova mea. Gedichte und zwei Aufsätze. Rowohlt 1966
- Eisenzeit. Gedichte. Mitteldeutscher Verlag 1975
- Poesiealbum 161. Gedichte. Verlag Neues Leben 1981
- Eisenzeit. Gedichte. Rotbuch Verlag 1981. ISBN 3-88022-156-1
- Odysseus in Ithaka. Gedichte
- Palimpsest. Gedichte und Kommentare 1975–1989. Mitteldeutscher Verlag 1990. ISBN 3-354-00596-3
- Lachmunds Freunde. Roman
  - Erstes Buch. Mitteldeutscher Verlag 1991. ISBN 3-354-00600-5
  - Erstes (vom Autor revidierte Fassung) und Zweites Buch (unvollendet). Wallstein 2006

- Aus der Anderwelt. Erzählungen. Verlag Ulrich Keicher, 1998. ISBN 3-932843-06-1
- Gelehrtenrepublik. Aufsätze und Studien von Klopstock bis Papenfuß. Mitteldeutscher Verlag 2000. ISBN 3-932776-92-5
- Der Besuch. Lyrik und Texte aus dem Nachlaß. Verlag UN ART IG 2003. ISBN 3-9807613-9-8
- Geisterstunde. Gedichte. Privatdruck 1999. Neuausgabe: Wallstein Verlag, 2004. ISBN 3-89244-741-1

Theaterstücke und Libretti
- Die Einverstandenen. Revue. Musik: Günter Kochan. UA 1958
- Requiem für Patrice Lumumba. Kantate. Musik: Paul Dessau. UA 1964
- Nausikaa. Drama. UA 1968
- Einstein. Oper. Musik: Paul Dessau. UA 1974
- Celestina. Tragikomödie nach Fernando de Rojas. UA 1975 Berliner Ensemble
- Bettina. Oper. Musik (1982): Friedrich Schenker. UA 1987 Berlin (mit Annette Jahns)
- Volks Entscheid. Stücke. 1987
- Gefährliche Liebschaften oder Der kalte Krieg. Opera seria. Musik (1993): Friedrich Schenker. UA 1997 Ulm
- Das Beil von Wandsbeck (nach Arnold Zweig). Musik: Friedrich Schenker. UA 1994 Staatstheater Cottbus
- Halsgericht. Komödie (nach Apuleius). Mitteldeutscher Verlag 1994. ISBN 3-354-00597-1
- Kants Affe. Ein Todtengespräch – Immanuel Kant / de Sade. Mit Grafiken von Nuria Quevedo. Edition Balance, 1994
- Goldberg-Passion. Musik (1998/99): Friedrich Schenker. UA 9. November 1999 Leipzig

Herausgabe
- In diesem besseren Land (mit Adolf Endler). Halle 1966
- Jahrbuch der Lyrik (mit Christoph Buchwald). Darmstadt 1990

Hörbuch
- in: Dichtung des 20. Jahrhunderts: Meine 24 sächsischen Dichter, Hrsg. Gerhard Pötzsch,  2 CDs,  Militzke Verlag Leipzig 2009, ISBN 978-3-86189-935-8

## Auszeichnungen
- Heinrich-Mann-Preis 1978
- Wilhelm-Müller-Preis des Landes Sachsen-Anhalt 1997
- Christian-Wagner-Preis 1998